# الکتروفورز ژل پلی‌آکریل‌آمید
الکتروفورز ژل پلی‌آکریل‌آمید (به انگلیسی Polyacrylamide gel electrophoresis PAGE) تکنیکی است که به‌طور گسترده در بیوشیمی، پزشکی قانونی، ژنتیک، زیست‌شناسی مولکولی و بیوتکنولوژی به منظور جداسازی ماکرومولکول‌هایی همچون پروتئین‌ها و اسیدهای نوکلئیک مورد استفاده قرار می‌گیرد. جداسازی ماکرومولکول‌ها بر اساس حرکت الکتروفورتیک آن‌ها انجام می‌گردد. میزان این حرکت به طول، کونفورماسیون و بار مولکول بستگی دارد.
گاهی از طریق این تکنیک، ساختار طبیعی ماکرومولکول‌ها بررسی می‌شود (Native PAGE). گاهی نیز به آن مواد شیمیایی دناتوره‌کننده افزودی می‌شود تا درهم‌پیچیدگی‌ها و ساختار طبیعی از بین برود و مولکول‌ها تنها بر اساس طول و نسبت بارشان از یکدیگر جدا شوند. به این روش SDS-PAGE (Sodium dodecyl sulfate polyacrylamide gel electrophoresis) گفته می‌شود. در این روش مولکول‌ها بر اساس تفاوت در جرم مولکولی خود از یکدیگر جدا می‌گردند.
زمانی که این مولکول‌ها در میدان الکتریکی قرار می‌گیرند، رشته‌های پلی‌پپتیدی که بار منفی دارند، بر اساس میزان بارشان، به سمت آند حرکت می‌کنند. میزان فاصلهٔ پیموده شده، با جرم مولکولی آن‌ها نسبت عکس دارد. با مقایسهٔ نسبت فاصلهٔ طی شدهٔ پروتئین به طول ژل (Rf)، می‌توان به جرم مولکولی نسبی پروتئین دست یافت.
به‌طور معمول به منظور دناتوره کردن اسیدهای نوکلئیک از اوره استفاده می‌شود. در حالی که به منظور دناتوره کردن پروتئین‌ها عموماً از سدیم دودسیل سولفات (SDS) استفاده می‌گردد. همچنین ممکن است از ۲-مرکاپتواتانول نیز جهت از بین بردن پیوندهای دی‌سولفیدی بین کمپلکس‌های پروتئینی استفاده شود.

## مراحل انجام

### آماده‌سازی نمونه
در مرحلهٔ اول لازم است تا نمونه‌ها آماده شوند. نمونه‌ها ممکن است پروتئین یا نوکلئیک اسید باشند و از پروکاریوت، یوکاریوت، بافت، ویروس یا نمونه‌های محیطی گرفته شده باشند یا پروتئین‌های خالص باشند.
اگر نمونهٔ مورد نظر، درون بافت یا سلول باشد به منظور دسترسی به نمونه‌ها از روش‌های مکانیکی یا ترکیبی از روش‌های بیوشیمیایی و مکانیکی استفاده می‌گردد. دستگاه‌هایی مانند هموژنایزر، سونیکیتور، سانتریفیوژ و فیلتراسیون در این زمینه کاربرد زیادی دارند. سپس در صورت نیاز نمونه‌ها با یک مادهٔ شیمیایی دناتوره‌کننده (مانند SDS برای پروتئین‌ها و اوره برای اسیدهای نوکلئیک) ترکیب می‌شوند. با افزودن SDS به پروتئین، ساختارهای دوم، سوم و چهارم از بین رفته و پروتئین به شکل پلی‌پتید خطی در می‌آید. با گرم کردن نمونه‌ها (تا حدود ۶۰ درجهٔ سانتی‌گراد) دناتوراسیون تسهیل می‌گردد. همچنین به منظور ردیابی نمونه‌ها در ژل، به آن‌ها رنگ افزوده می‌شود.

### آماده‌سازی ژل آکریل‌آمید
این ژل دارای آکریل‌آمید، بیس آکریل‌آمید، مادهٔ دناتوره‌کننده (SDS یا اوره) و بافر با پی‌اچ مشخص است. می‌توان پیش از استفاده از این محلول، با استفاده از فشار منفی آن را بدون گاز کرد تا هنگام پلیمریزه شدن ژل، در آن حبابی ایجاد نشود. همچنین از موادی مانند آمونیوم سولفات و تمد (Temed) که فاقد رادیکال آزاد هستند و نقش تثبیت‌کنندگی دارند، جهت شروع پلیمریزاسیون استفاده می‌شود.
با افزودن بیس آکریل‌آمید، بین هر دو آکریل‌آمید یک کراس‌لینک (Cross link) ایجاد شده و پلیمریزاسیون انجام می‌شود.
ژل معمولاً بین دو صفحهٔ شیشه‌ای ریخته می‌شود. پس از ریختن ژل، به سرعت شانه در بالای آن قرار می‌گیرد تا چاهک‌ها برای وارد کردن نمونه‌ها به داخل ژل ایجاد شود. پس از این‌که ژل پلیمریزه شد، می‌توان شانه را برداشت.

### الکتروفورز
سیستم‌های بافری مختلفی بر اساس طبیعت نمونه‌ها و هدف از آزمایش در PAGE استفاده می‌شود. بافرهایی که در آند و کاتد مورد استفاده قرار می‌گیرند ممکن است یکسان یا مختلف باشند.
پس از آماده‌سازی ژل و قرار دادن آن در کاست، نمونه‌ها را به وسیلهٔ سرنگ همیلتون وارد چاهک‌ها کرده و منبع انرژی فعال می‌شود. با روشن کردن منبع انرژی میدان الکتریکی ایجاد می‌شود و باعث می‌گردد پروتئین‌ها یا اسیدهای نوکلئیک (که دارای بار منفی هستند) به سمت الکترود مثبت (کاتد) حرکت کنند.
بر اساس اندازه، هر بیومولکول به میزان متفاوتی در ماتریکس ژلی حرکت می‌کند. مولکول‌های کوچک‌تر راحت‌تر از منافذ ژل عبور می‌کنند در حالی که مولکول‌های بزرگ‌تر، به سختی عبور می‌کنند. پس از چند ساعت، بیومولکول‌ها بر اساس اندازه‌شان فواصل مختلفی را پیموده‌اند. به گونه‌ای که مولکول‌های کوچک‌تر در قسمت‌های پایینی ژل و مولکول‌های بزرگ در قسمت‌های بالاتر قرار می‌گیرند.
پس از اتمام الکتروفورز، ژل رنگ‌آمیزی می‌گردد. به این منظور معمولاً از رنگ کوماسی بریلینت بلو R۲۵۰ یا اتورادیوگرافی برای پروتئین‌ها و اتیدیوم بروماید برای اسیدهای نوکلئیک استفاده می‌شود.
پس از رنگ‌آمیزی، هر پروتئین، به صورت یک باند دیده می‌شود. به منظور این که بتوان جرم مولکولی پروتئین مورد نظر را مشخص کرد از نشانگرهای جرم مولکولی استفاده می‌شود.